# Бауман, Кун
Кун Бауман (нидерл. Koen Bouwman, род. 2 декабря 1993 года в Ульфте, Нидерланды) — нидерландский профессиональный шоссейный велогонщик, выступающий за команду мирового тура «Jumbo-Visma».

## Карьера
Кун Бауман родился в городе Ульфт в 1993 году. Окончил Лицей Ритвельда. В 2012 году был принят в велокоманду Parkhotel Valkenburg. В 2015 году начал выступления за команду SEG Racing, в составе которой, в июле того же года, выиграл горный этап на итальянской многодневной гонке Джиро делла Валле д'Аоста. Это позволило ему уже в августе поступить на стажировку в Lotto NL-Jumbo, а в октябре заключить с ней двухлетний контракт.
6 июня 2017 года Боуман одержал свою первую победу на гонке мирового тура, выиграв этап 3 Критериум Дофине. Отобравшись второй день подряд в отрыв, который на этот раз не был добран пелотоном, голландец ускорился за 350 м до финиша и не дав попутчикам по отрыву себя обойти, взял победу на этапе. Кроме того, езда в отрывах позволила ему победить в горной классификации французской многодневки.

## Достижения
| 2015 Джиро делла Валле д'Аоста 5-й этап Тур Нормандии Горная классификация | 2017 Критериум Дофине Горная классификация 3-й этап Чемпионат Нидерландов 5-й Индивидуальная гонка |

## Статистика выступлений

### Гранд-туры
| Гонка           | 2016 | 2017 |
| --------------- | ---- | ---- |
| Джиро д'Италия  | —    | —    |
| Тур де Франс    | —    | —    |
| Вуэльта Испании | 123  | 41   |

| — | Не участвовал |